# Каппелла-Маджоре
Каппелла-Маджоре (італ. Cappella Maggiore, вен. Capeła Majore) — муніципалітет в Італії, у регіоні Венето, провінція Тревізо.
Каппелла-Маджоре розташована на відстані близько 460 км на північ від Рима, 60 км на північ від Венеції, 35 км на північ від Тревізо.
Населення — 4710 осіб (2014).
Щорічний фестиваль відбувається 22 липня. Покровитель — Santa Maria Maddalena.

## Демографія
Населення за роками:

Станом на 1 січня 2023 року в муніципалітеті офіційно проживало 276 іноземців з 32 країн, серед них 73 громадяни країн Євросоюзу та 30 громадян України.

## Сусідні муніципалітети
- Колле-Умберто
- Кордіньяно
- Фрегона
- Сармеде
- Вітторіо-Венето